# シェーン
『シェーン』（Shane）は、1953年のアメリカ合衆国の西部劇映画。パラマウント映画製作・配給。監督はジョージ・スティーヴンス、主演はアラン・ラッド。カラー、118分。
ジャック・シェーファーの小説の映画版。映画批評家のアンドレ・バザンは「sur-Western（新たな西部劇）」と位置づけ、興行的にも成功した。第26回アカデミー賞で撮影賞（カラー部門）を受賞。1993年にアメリカ国立フィルム登録簿に登録された。
作品の格闘描写は、当時では画期的な、暴力的で激しいものであり、発表当時は、その描写が話題となった。

## あらすじ

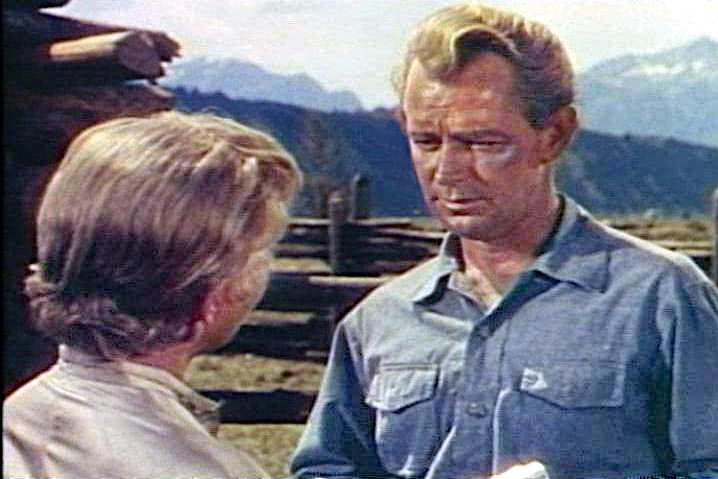
アラン・ラッド(予告編から)

南北戦争後のワイオミング州の西部に広がる高原、グランドティートン山が前にそびえ立っているジョンソン郡の開拓地では、牧畜業者と農民との間でいがみ合いが続いていた。
この土地では従来からの権利を主張する牧畜業者のライカー(エミール・メイヤー)一家と開拓者たちが対立していた。開拓者が来る前に、先住民と戦い、この土地を今日の様にしたのは自分達だとライカーは主張していたのだ。ある日、この土地にやってきた流れ者のシェーン(アラン・ラッド)は、ある開拓者の住まいに辿り着き、飲み水をわけてもらう。開拓者の主のジョー・スターレット(ヴァン・ヘフリン)から「ライカーの仲間か」と聞かれるが、そこへライカー一家がやってきて従来の主張を繰り返す。シェーンはジョーに加勢しライカー一家を追い返す。ジョーはシェーンを夕食へ招待し、夕食をご馳走になったシェーンは、作業を手伝いこの家に留まる決心をする。
やがて息子のジョーイ(ブランドン・デ・ワイルド)と仲良くなり、そしてジョーやその息子ジョーイと友情を結ぶシェーンだった。ジョーの妻マリアン(ジーン・アーサー)は息子に「あの人を好きになりすぎてはいけないわ。別れるときにつらくなるから」と語るが、一緒に過ごすなかでシェーンもマリアンも互いに淡い感情を持つようになる。
シェーンはジョーの使いで針金を街に受け取りに行き、自身の作業服も買おうとするが、酒場でライカーの手下クリス・キャロウェイ(ベン・ジョンソン)に侮辱を受ける。ジョーからいざこざに巻き込まれないように言われていたシェーンは甘んじて侮辱を受け流す。
しかし、シェーンは腰抜けだという噂が流れたため、シェーンは次に開拓者達と街に行った際に、クリスを叩きのめしてしまう。ライカーは掌を返しシェーンを雇おうとするがシェーンは拒否し、多勢に無勢で窮地に陥る。そこへジョーが飛び込み大乱闘になり、ライカーとその一家をも叩きのめしてしまう。
ここで、シェーンとジョーとの殴り合いに敗れたライカーとその一家はシャイアンに遣いを送り、殺し屋のウィルスン(ジャック・パランス)を雇う。力ずくで農民たちを追い出す魂胆であった。殺し屋ウィルスンは開拓農民の一人トーレーを挑発し、トーレーが銃に手をかけたとたんに早撃ちの一発で殺害する。その暴虐に農民達は恐れ、立ち去ろうとする者がいる一方で、ジョー・スターレットは立ち向かうことを主張した。そして、話し合おうというライカーの呼びかけに、ジョーは単独で会いに行こうとするのだったが、改心したライカーの手下に待ち伏せを警告されていたシェーンは、殴り倒してジョーを止めると、一人でライカーとその一家に立ち向かう。
シェーンは酒場でライカーやウィルスンを「0.5秒」の早撃ちで倒した。そして、2階から彼を狙い撃とうとしたライカーの弟は、ジョーイのとっさの掛け声で、シェーンに返り討ちにされる。しかし、シェーンもまた脇腹を撃たれていた。彼が家に来てから彼を慕い、憧れていたジョーイは犬とともに酒場まで追いかけてきたのだった。傷ついた身体を心配して一緒に家に帰ろうと呼びかけるジョーイに、シェーンは「人を殺してしまえば、もう元には戻れない」と言って、馬に跨りワイオミングの山へと去っていった。必死に呼びかけるジョーイの声はやがて「シェーン!!　カムバック!!」と山にこだまするのであった。そしてそのあと、別れを受け入れた少年の「グッバイ、シェーン！」が聞こえてくるのだった。

## キャスト
| 役名                                   | 俳優                     | 日本語吹き替え                                                                                 | 日本語吹き替え | 日本語吹き替え                                                                          | 日本語吹き替え                                                                      | 日本語吹き替え                                                              | 日本語吹き替え | 日本語吹き替え |
| 役名                                   | 俳優                     | 日本テレビ版1                                                                                  | 日本テレビ版2  | テレビ朝日版                                                                            | テレビ東京版                                                                        | スター・チャンネル版                                                        | PDDVD版        | N.E.M.版       |
| -------------------------------------- | ------------------------ | ---------------------------------------------------------------------------------------------- | -------------- | --------------------------------------------------------------------------------------- | ----------------------------------------------------------------------------------- | --------------------------------------------------------------------------- | -------------- | -------------- |
| シェーン                               | アラン・ラッド           | 石田太郎                                                                                       | 石田太郎       | 中田浩二                                                                                | 佐々木功                                                                            | 山寺宏一                                                                    | 大塚智則       | 津田健次郎     |
| マリアン・スターレット                 | ジーン・アーサー         | 中西妙子                                                                                       | 中西妙子       | 中西妙子                                                                                | 池田昌子                                                                            | 日髙のり子                                                                  | 並木のり子     | 北川里奈       |
| ジョー・スターレット                   | ヴァン・ヘフリン         | 下川辰平                                                                                       | 下川辰平       | 小林昭二                                                                                | 田中信夫                                                                            | 高木渉                                                                      | 矢嶋俊作       | 森久保祥太郎   |
| ジョーイ・スターレット                 | ブランドン・デ・ワイルド | 伊東永昌                                                                                       | 伊東永昌       | 松田辰也                                                                                | 大友大輔                                                                            | 二宮慶多                                                                    | 渡辺つばさ     | 飯沼南実       |
| ジャック・ウィルソン                   | ジャック・パランス       | 小林清志                                                                                       | 小林清志       | 小林清志                                                                                | 麦人                                                                                | 谷田歩                                                                      | 木村裕二       | 露崎亘         |
| クリス・キャロウェイ                   | ベン・ジョンソン         |                                                                                                |                | 小林勝彦                                                                                | 若本規夫                                                                            | 花輪英司                                                                    | 合田慎二郎     | 清水裕亮       |
| フレッド・ルイス                       | エドガー・ブキャナン     |                                                                                                |                | 相模太郎                                                                                | 藤本譲                                                                              | 秋元羊介                                                                    | 平林正         | 渡部俊樹       |
| ルーフ・ライカー                       | エミール・メイヤー       | 安部徹                                                                                         | 安部徹         | 小松方正                                                                                | 大塚周夫                                                                            | 土師孝也                                                                    | 柴田秀勝       | 石井康嗣       |
| フランク・“ストーンウォール”・トーリー | エリシャ・クック・Jr     |                                                                                                |                | 園田裕久                                                                                | 千田光男                                                                            | 荻野晴朗                                                                    | 西孝貴         | 大泊貴揮       |
| アクセル・“スウェード”・シップステッド | ダグラス・スペンサー     |                                                                                                |                | 保科三良                                                                                | 納谷六朗                                                                            | 東和良                                                                      | 小倉直寛       | 奥田寛章       |
| モーガン・ライカー                     | ジョン・ディークス       |                                                                                                |                | 北山年夫                                                                                | 中庸助                                                                              | 関貴昭                                                                      | 真田雅隆       | 谷内健         |
| リズ・トーリー                         | エレン・コービー         |                                                                                                |                |                                                                                         |                                                                                     | 和優希                                                                      | 平田知子       | 織部ゆかり     |
| サム・グラフトン                       | ポール・マクヴィ         |                                                                                                |                | 上田敏也                                                                                | 村松康雄                                                                            | 宝亀克寿                                                                    | 安芸此葉       |                |
| バーテンダーのウィル                   | ジョン・ミラー           |                                                                                                |                |                                                                                         |                                                                                     |                                                                             |                | 広瀬淳         |
| シップステッド夫人                     | イディス・エヴァンソン   |                                                                                                |                |                                                                                         |                                                                                     |                                                                             | 秋山広子       |                |
| アーニー・ライト                       | レオナルド・ストロング   |                                                                                                |                |                                                                                         |                                                                                     |                                                                             | 福里達典       | 細川祥央       |
| アクセル・ジョンソン                   | レイ・スパイカー         |                                                                                                |                |                                                                                         |                                                                                     |                                                                             | 南武真太郎     |                |
| スーザン・ルイス                       | ジャニス・キャロル       |                                                                                                |                |                                                                                         |                                                                                     |                                                                             |                |                |
| エド・ハウエルズ                       | マーティン・メイソン     |                                                                                                |                |                                                                                         |                                                                                     |                                                                             | 瀬水暁         |                |
| マーサ・ルイス                         | ヘレン・ブラウン         |                                                                                                |                |                                                                                         |                                                                                     |                                                                             | 当間奈津子     | 阿部彬名       |
| ハウエルズ夫人                         | ナンシー・カルプ         |                                                                                                |                |                                                                                         |                                                                                     |                                                                             |                |                |
| ヤンク・ポッツ                         | ハワード・ネグリー       |                                                                                                |                |                                                                                         |                                                                                     |                                                                             |                | 星野佑典       |
| 不明 その他                            | N/A                      | 田村錦人 森川公也 保科三良 吉沢久嘉 嶋俊介 雨森雅司 笹岡文雄 田中康郎 八奈見乗児 内田稔 国坂伸 |                | 山本廉 小野丈夫 加藤正之 高村章子 山田礼子 丸山詠二 柳沢紀男 巴菁子 屋良有作 田中美由紀 | 小島敏彦 稲葉実 塚田正昭 伊井篤史 沢木郁也 辻親八 滝沢ロコ 巴菁子 片岡富枝 遠藤勝代 | 堀越富三郎 瀬田ひろ美 長谷川敦央 土屋直人 平修 佐治和也 伊沢磨紀 佐伯美由紀 | TSM            | 柳原かなこ     |

- 日本テレビ版1：初回放送1974年4月3日『水曜ロードショー』21:00-22:55[注 6]
- 日本テレビ版2：初回放送1976年10月6日『水曜ロードショー』21:00-23:24
- テレビ朝日版：初回放送1979年1月14日『日曜洋画劇場』21:00-22:54
  - 1982年1月3日にも同枠で再放送。
- テレビ東京版：初回放送1990年10月11日『木曜洋画劇場』21:03-23:24
  - 1997年2月6日にも同枠で再放送[5]。
- スター・チャンネル版：初回放送2016年8月11日 21:00-23:00[6]
- N.E.M.版：2019年公開。名画を現代の人気声優が吹き替える「New Era Movie」というプロジェクトにより製作。

## スタッフ
- 監督: ジョージ・スティーヴンス
- 脚本: A・B・ガスリー・Jr.（英語版）
- 原作: ジャック・シェーファー
- 製作: ジョージ・スティーヴンス
- 音楽: ヴィクター・ヤング
- 撮影: ロイヤル・グリッグス
- 編集: ウィリアム・ホームベック、トム・マクアドゥー
- 製作会社: パラマウント映画
- 主題曲『遙かなる山の呼び声』（The Call for Far-away Hills、作曲：ヴィクター・ヤング、歌：ドロレス・グレイ）

### 日本語版
- 字幕: 高瀬鎮夫（劇場公開・VHS）、木原たけし（デジタルリマスター版）

| 吹き替え | 日本テレビ版1 | 日本テレビ版2 | テレビ朝日版              | テレビ東京版        | スター・チャンネル版 | PDDVD版             | N.E.M.版                     |
| -------- | ------------- | ------------- | ------------------------- | ------------------- | -------------------- | ------------------- | ---------------------------- |
| 演出     | 小林守夫      | 小林守夫      | 小林守夫                  | 伊達康将 木村絵理子 | 清水洋史             | 椿淳 吉村麻幸美     | 岩田敦彦                     |
| 翻訳     | 木原たけし    | 木原たけし    | 木原たけし                | 木原たけし          | 岸田恵子             |                     | 東條加奈子                   |
| 調整     |               |               | 山田太平                  | 小野敦志            | オムニバス・ジャパン | 小川高松 恵比須弘和 | サルミックス                 |
| 効果     |               |               | 東上別符精 赤塚不二夫 PAG | リレーション        |                      | 小川高松 恵比須弘和 | サルミックス                 |
| 制作     | 東北新社      | 東北新社      | 東北新社                  | 東北新社            | 東北新社             | ワラ・ワークス      | 合同会社C and T サルミックス |
| 制作     | 日本テレビ    | 日本テレビ    | テレビ朝日                | テレビ東京          | スター・チャンネル   | 高砂商事            | 梶川建設 モービー・ディック  |

## 受賞・ランキング
受賞・ノミネート
- 第26回アカデミー賞
  - 受賞：撮影賞
  - ノミネート：作品賞、監督賞、脚色賞、助演男優賞（ブランドン・デ・ワイルド、ジャック・パランス）
- 第7回英国アカデミー賞
  - ノミネート：総合作品賞、外国男優賞（ヴァン・ヘフリン）

ランキング
- AFIアメリカ映画100年シリーズ
  - 1998年：「アメリカ映画ベスト100」第69位
  - 2003年：「アメリカ映画100年のヒーローと悪役ベスト100・ヒーロー部門」第16位
  - 2005年：「アメリカ映画の名セリフベスト100」第47位（「Shane. Shane. Come back!（シェーン、シェーン、カムバック!）」）
  - 2006年：「感動の映画ベスト100」第53位
  - 2007年：「アメリカ映画ベスト100（10周年エディション）」第45位
  - 2008年：「10ジャンルのトップ10・西部劇部門」第3位
- 1988年：「大アンケートによる洋画ベスト150」（文藝春秋発表）第45位
- 2009年：「オールタイム・ベスト映画遺産200 外国映画篇」（キネマ旬報発表）第59位[7]

## 著作権
日本では東北新社が配給権を持つことから、東北新社が正規盤DVD-Videoを発売すべきところ、パラマウント社が頒布権に異議を唱えたことから、どちらがDVDを出すかが決まらないために、日本では長らく正規盤DVDが発売されてこなかった。
2013年9月にパラマウント・ジャパンからBlu-ray Discの発売が予定されており（品番：PBH-137042）、各種通販サイトでも予約が行われたが、諸事情により直前になって発売が中止された。
現在も東北新社が配給権を保持しており、2016年にリマスター版が日本で公開された際も東北新社が配給をした。
2018年9月に株式会社ディスク・ロードの復刻シネマライブラリーから正規盤DVDとBlu-ray Discが発売。

日本においては、1953年（昭和28年）公開の団体名義の映画作品は『2003年（平成15年）12月31日に著作権の保護期間が終了したもの』と考えられたことから、幾つかの会社から『格安DVD』としてリリースされた。しかし、東北新社とパラマウント社は著作権存続を主張した。2007年（平成19年）12月18日に、最高裁判所で「著作権法による著作権の保護期間が終了した」と確定判決を下したことで「シェーンの著作権は消滅した」ということが、裁判を通じて公に認められた。